# 2018年MTV音乐录影带大奖
2018年MTV音乐录影带大奖是第35届MTV音乐录影带大奖，于2018年8月20日在纽约市无线电城音乐厅举行。开场表演嘉宾卡蒂B凭借12项提名领跑，她和幼稚冈比诺分别凭借3项大奖成为当晚最大赢家。卡蜜拉·卡貝羅荣膺年度音乐录影带大奖和年度艺人奖，珍妮弗·洛佩兹成为首位获得迈克尔·杰克逊音乐录像带先锋奖的拉丁歌手。麦当娜的表演致敬了在典礼四天前去世的艾瑞莎·弗兰克林，但遭到媒体的批评。许多观众认为她的演讲构思太差，过于提及自己而不是富兰克林的影响。节目收视率再度大幅度下降，仅有约220万名观众透过音乐电视网收看典礼，在姐妹电视台收看的观众仅487万。

## 表演
| 艺人                           | 歌曲 |
| 暖场表演                       | 暖场表演 |
| ------------------------------ | --- |
| 巴济                           | Mine |
| 布萊斯·范涅                    | Drew Barrymore |
| 後街男孩                       | Don't Go Breaking My Heart |
| 正式表演                       | |
| 尚恩·曼德斯                    | In My Blood |
| 巴济[A]                        | Beautiful |
| Logic 瑞恩·泰德                | One Day |
| 迪斯可癟三                     | High Hopes |
| 傑西·雷耶茲[A]                 | Apple Juice |
| 妮琪·米娜                      | Majesty Barbie Dreams Ganja Burns Fefe （PATH世界貿易中心車站现场表演） |
| 海莉·喜代子[A]                 | Curious |
| 珍妮弗·洛佩兹 傑·魯            | Waiting for Tonight On the Floor Dance Again Ain't Your Mama Love Don't Cost a Thing Get Right（混唱德雷克歌曲《Nice for What》） All I Have Jenny from the Block I'm Real (Murder Remix)（傑·魯伴唱） Ain't It Funny (Murder Remix) （傑·魯伴唱） Dinero El Anillo |
| 爱莉安娜·格兰德                | God Is a Woman |
| PrettyMuch[A]                  | Summer on You |
| 特拉维斯·斯科特 詹姆斯·布莱克  | Stargazing Stop Trying to Be God Sicko Mode |
| Juice Wrld[A]                  | Lucid Dreams |
| 馬盧瑪                         | Felices los 4 |
| Lauv                           | I Like Me Better （益達广告宣传曲） |
| 波斯特·马龙 21 Savage 空中铁匠 | Rockstar（波斯特·马龙和21 Savage合唱） Dream On （空中铁匠和波斯特·马龙合唱） Toys in the Attic（空中铁匠和波斯特·马龙合唱） |

A  新晋艺人舞台表演。

## 登场嘉宾[9]

### 暖场秀
- 泰倫斯·J（英语：Terrence J） – 颁发最佳夏日歌曲奖和年度突破新人奖

### 正式表演
- 卡迪B – 开场表演、介绍尚恩·曼德斯
- 凯文·哈特和蒂凡尼·哈迪什（英语：Tiffany Haddish） – 颁发最佳嘻哈乐奖
- G-Eazy和薛·米契尔 – 介绍年度新人奖候选人Bazzi（英语：Bazzi (singer)）
- 安娜·姬妲妮和布蕾克·萊芙莉 – 颁发最佳流行乐奖
- 堤亞娜·泰勒（英语：Teyana Taylor）和凯尔 – 介绍Logic和瑞恩·泰德
- 郑肯 – 宣布最佳新人奖的最后两强候选人，并介绍投票流程
- 吉米·法伦 – 介绍迪斯可癟三
- 後街男孩 – 颁发年度歌曲奖
- 連恩·佩恩和莎妮娜·莎克（英语：Shanina Shaik） – 颁发最佳拉丁歌曲奖
- 尚恩·曼德斯 – 颁发先锋录影带奖
- Social House和卡莉·克劳斯 – 介绍爱莉安娜·格兰德
- 基根-麥可·奇和奥利维亚·穆恩 – 颁发年度艺人奖
- 米莉·芭比·布朗 – 颁发最佳新人奖
- DJ卡利 – 介绍特拉维斯·斯科特和詹姆斯·布莱克
- 古馳·馬恩 – 颁发最佳合作奖
- 阿曼德拉·斯坦伯格、阿吉·史密斯（英语：Algee Smith）和 莎賓娜·卡本特 – 最具启发性录影带奖
- 瑞塔·奥拉和碧碧·瑞茲莎 – 介绍馬盧瑪
- 麥當娜 – 发表演讲缅怀艾瑞莎·弗蘭克林，颁发年度音乐录影带奖
- 藍尼·克羅維茲 – 介绍波斯特·马龙和21 Savage

## 提名和获奖名单
除2018年8月13日公布的最佳夏日歌曲奖，大多数提名于7月16日公布。卡迪B凭借12项提名领跑，卡特夫妻8项提名随其后，幼稚冈比诺和德雷克均获得7项提名。获奖者于2018年8月20日公布。有「👑」標示代表為得獎者。

### 年度音乐录影带大奖
👑卡蜜拉·卡貝羅 （feat. Young Thug） — "Havana"
- 卡特夫妻（英语：The Carters） — "Apeshit"
- 幼稚冈比诺 — "This Is America"
- 德雷克 — "God's Plan"
- 爱莉安娜·格兰德 — "No Tears Left to Cry"
- 布鲁诺·马尔斯 （feat. 卡迪B） — "Finesse (Remix)"

### 年度艺人
👑卡蜜拉·卡貝優
- 卡蒂B
- 德雷克
- 爱莉安娜·格兰德
- 波斯特·马龙
- 布鲁诺·马尔斯

### 年度歌曲
👑波斯特·马龙 （feat. 21 Savage） – "Rockstar"
- 卡蜜拉·卡貝羅 （feat. Young Thug（英语：Young Thug）） – "Havana"
- 德雷克 – "God's Plan"
- 杜娃·黎波 – "New Rules"
- 布鲁诺·马尔斯 （feat. 卡迪B） – "Finesse (Remix)"
- 紅髮艾德 – "Perfect"

### 最佳新人
👑卡蒂B
- Bazzi（英语：Bazzi (singer)）
- Chloe x Halle
- 海莉·喜代子
- 利爾·龐普
- Lil Uzi Vert

### 最佳合作
👑珍妮弗·洛佩兹 （feat. DJ卡利和卡迪B） – "Dinero"
- 卡特夫妻（英语：The Carters） – "Apeshit"
- Logic （feat. 艾莉西亞·卡拉和哈立德） – "1-800-273-8255"
- 布鲁诺·马尔斯 （feat. 卡迪B） – "Finesse (Remix)"
- N.E.R.D（英语：N.E.R.D）和蕾哈娜 – "Lemon"
- 碧碧·瑞茲莎 （feat. 佛喬航線） – "Meant to Be"

### 年度突破艺人
👑海莉·喜代子
- 布里斯主教（英语：Bishop Briggs）
- Chloe x Halle
- 诺亚·赛勒斯
- Tee Grizzley（英语：Tee Grizzley）
- 凱西·希爾（英语：Kacy Hill）
- 哈立德
- 凯尔 (饶舌歌手)（英语：Kyle (musician)）
- 利尔·赞
- PrettyMuch
- 傑西·雷耶茲（英语：Jessie Reyez）
- 西格麗德
- SZA
- 葛蕾絲范
- Why Don't We

### 最佳流行樂錄影帶
👑爱莉安娜·格兰德 – "No Tears Left to Cry"
- 卡蜜拉·卡貝羅 （feat. Young Thug（英语：Young Thug）） – "Havana"
- 黛咪·洛瓦特 – "Sorry Not Sorry"
- 尚恩·曼德斯 – "In My Blood"
- 粉红佳人 – "What About Us"
- 紅髮艾德 – "Perfect"

### 最佳嘻哈音樂錄影帶
👑妮琪·米娜 – "Chun-Li"
- 卡蒂B （feat. 21 Savage） – "Bartier Cardi"
- 卡特夫妻（英语：The Carters） – "Apeshit"
- J·科尔 – "ATM"
- 德雷克 – "God's Plan"
- Migos （feat. 德雷克） – "Walk It Talk It"

### 最佳拉丁音樂錄影帶
👑J·巴爾文和威利·威廉 – "Mi Gente"
- 洋基老爹 – "Dura"
- 路易斯·馮西和黛咪·洛瓦特 – "Échame la Culpa"
- 珍妮弗·洛佩兹 （feat. DJ卡利和卡迪B） – "Dinero"
- 馬盧瑪 – "Felices los 4"
- 夏奇拉 （feat. 馬盧瑪） – "Chantaje"

### 最佳舞曲錄音帶
👑艾維奇 （feat. 瑞塔·奥拉） – "Lonely Together"
- 老菸槍雙人組 – "Everybody Hates Me"
- 大衛·庫塔和希雅 – "Flames"
- 凱文·哈里斯和杜娃·黎波 – "One Kiss"
- 棉花糖 （feat. 哈立德） – "Silence"
- 捷德和連恩·佩恩 – "Get Low"

### 最佳摇滚音樂錄影帶
👑謎幻樂團 – "Whatever It Takes"
- 打倒男孩 – "Champion"
- 喷火战机乐队 – "The Sky Is a Neighborhood"
- 聯合公園 – "One More Light"
- 迪斯可癟三 – "Say Amen (Saturday Night)"
- 30秒上火星 – "Walk on Water"

### 最具启发性录影带奖
👑幼稚冈比诺 – "This Is America"
- 德雷克 – "God's Plan"
- Dej Loaf（英语：Dej Loaf）和利昂·布里奇斯（英语：Leon Bridges） – "Liberated"
- Logic （feat. 艾莉西亞·卡拉和哈立德） – "1-800-273-8255"
- 賈奈兒·夢內 （feat. 格莱姆斯） – "Pynk"
- 傑西·雷耶茲（英语：Jessie Reyez） – "Gatekeeper"

### 最佳艺术指导
👑卡特夫妻 – "Apeshit" （艺术指导：Jan Houllevigue和the Louvre）
- 幼稚冈比诺 – "This Is America" （艺术指导：Jason Kisvarday）
- J·科尔 – "ATM"（艺术指导：Miles Mullin）
- 賈奈兒·夢內 – "Make Me Feel"（艺术指导：Pepper Nguyen）
- 泰勒絲 – "Look What You Made Me Do"（艺术指导：Brett Hess）
- SZA – "The Weekend（英语：The Weekend (SZA song)）" （艺术指导：SZA（英语：SZA (singer)）和Solange（英语：Solange Knowles））

### 最佳编舞
👑幼稚冈比诺 – "This Is America" （编舞：Sherrie Silver）
- 卡蜜拉·卡貝羅 （feat. Young Thug（英语：Young Thug）） – "Havana" （编舞：Calvit Hodge、Sara Bivens和Galen Hooks（英语：Galen Hooks））
- 卡特夫妻（英语：The Carters） – "Apeshit"（编舞：Sidi Larbi Cherkaoui和JaQuel Knight）
- 杜娃·黎波 – "IDGAF" （编舞：Marion Motin）
- 布鲁诺·马尔斯 （feat. 卡迪B） – "Finesse (Remix)" （编舞：Phil Tayag和布鲁诺·马尔斯）
- 賈斯汀·提姆布萊克 – "Filthy" （编舞：Marty Kudelka、AJ Harpold、Tracey Phillips和Ivan Koumaev（英语：Ivan Koumaev））

### 最佳摄像
👑卡特夫妻  – "Apeshit" （摄影指导：Benoît Debie）
- 艾莉西亞·卡拉 – "Growing Pains" （摄影指导：Pau Castejón）
- 幼稚冈比诺 – "This Is America" （摄影指导：Larkin Seiple）
- Eminem （feat. 紅髮艾德） – "River"（摄影指导：Frank Mobilio和Patrick Meller）
- 爱莉安娜·格兰德 – "No Tears Left to Cry" （摄影指导：Scott Cunningham）
- 尚恩·曼德斯 – "In My Blood" （摄影指导：Jonathan Sela）

### 最佳导演
👑幼稚冈比诺 – "This Is America" （导演：Hiro Murai）
- 卡特夫妻（英语：The Carters） – "Apeshit" （导演：Ricky Saix）
- 德雷克 – "God's Plan" （导演：Karena Evans）
- 尚恩·曼德斯 – "In My Blood" （导演：Jay Martin）
- 紅髮艾德 – "Perfect" （导演：Jason Koenig）
- 賈斯汀·提姆布萊克 （feat. 克里斯·斯泰普頓（英语：Chris Stapleton）） – "Say Something" （导演：Arturo Perez Jr.）

### 最佳剪辑
👑N.E.R.D和蕾哈娜 – "Lemon" （剪辑：Taylor Ward）
- 卡特夫妻（英语：The Carters） – "Apeshit" （剪辑：Taylor Ward和Sam Ostrove）
- 幼稚冈比诺 – "This Is America"（剪辑：Ernie Gilbert）
- 布鲁诺·马尔斯 （feat. 卡迪B） – "Finesse (Remix)" （剪辑：Jacquelyn London）
- 賈奈兒·夢內 – "Make Me Feel"（剪辑：Deji Laray）
- 泰勒絲 – "Look What You Made Me Do" （剪辑：Chancler Haynes for Cosmo）

### 最佳视觉特效
👑肯德里克·拉马尔和SZA – "All the Stars" （视觉特效：BUF Paris的Loris Paillier）
- 艾維奇 （feat. 瑞塔·奥拉） – "Lonely Together"（视觉特效：KPP）
- Eminem （feat. 碧昂絲） – "Walk on Water"（视觉特效：Drive Studios的Rich Lee（英语：Rich Lee））
- 爱莉安娜·格兰德 – "No Tears Left to Cry"（视觉特效：BUF Paris（英语：BUF Compagnie）的Vidal和Loris Paillier）
- 魔力紅 – "Wait"（视觉特效：Timber）
- 泰勒絲 – "Look What You Made Me Do"（视觉特效：Ingenuity Studios）

### 最佳夏日歌曲
👑卡迪B、壞痞兔和J·巴爾文 – "I Like It"
- DJ卡利 （feat. 贾斯汀·比伯、錢塞洛·本內特（英语：Chance the Rapper）和奎韋斯（英语：Quavo）） – "No Brainer"
- 德雷克 – "In My Feelings"
- 凱文·哈里斯和杜娃·黎波 – "One Kiss"
- Juice Wrld – "Lucid Dreams"
- Ella Mai – "Boo'd Up"
- 波斯特·马龙 – "Better Now"
- 魔力紅 （feat. 卡蒂B） – "Girls Like You"

### 迈克尔·杰克逊音乐录影带先锋奖
👑珍妮弗·洛佩兹

## 专业评价
《娱乐周刊》的达伦·弗兰奇（Darren Franich）给予节目“B–”评价，表示“MTV为2018年音乐录影带大奖打出的标语是‘一切皆有可能发生’（Everything might happen）。注意，他们说的是‘可能’。第35届音乐录影带大奖有些表演很燥热，但节目整体从未燥。这场颁奖典礼比较令人满意，没有音乐录影带大奖之前有过的无聊车祸现场，但也没有之前音乐录影带大奖敢于碰的惊喜车祸现场”。《综艺》的丹尼尔·达德里奥（Daniel D' addario）表示“有那么一段时间，音乐录影带大奖是流行乐坛的风向标，由于音乐电视网的受众群体陆续返校，有点超出观众群体以外的人准备把他们的关注度移向更加严肃的事情，流行乐世界历史性地联合起来表演，将观众带向秋天”。他认为，和2013年的阵容相比，本届略逊一筹。《公告牌》的莱拉·科博（Leila Cobo）写道，“尽管今年的典礼少不了批评声音，但没有缺少拉丁力量”，指出马路马、卡蒂B、詹妮弗·洛佩兹和卡蜜拉·卡貝羅将拉丁音乐带向音乐录影带大奖舞台中央。